# Şağan
Şağan är en ort i Azerbajdzjan.   Den ligger i distriktet Baku, i den östra delen av landet, 24 km nordost om huvudstaden Baku. Şağan ligger 1 meter över havet och antalet invånare är 3 191.
Terrängen runt Şağan är platt. Runt Şağan är det tätbefolkat, med 982 invånare per kvadratkilometer.. Närmaste större samhälle är Qaraçuxur, 17,1 km sydväst om Şağan. 
Omgivningarna runt Şağan är i huvudsak ett öppet busklandskap.